# オオカミウオ科
オオカミウオ科（学名：Anarhichadidae）は、スズキ目ゲンゲ亜目に所属する魚類の分類群の一つ。2属からなり、オオカミウオなど寒冷な海に生息する底生魚のみ5種が含まれる。

## 分布・生態
オオカミウオ科の魚類はすべて海水魚で、北部太平洋あるいは北部大西洋の冷たい海に分布する。沿岸の浅い海から、やや深みにかけての海底で生活する底生魚の一群である。所属する5種のうち3種は大西洋産で、北アメリカやヨーロッパにおいて重要な水産資源となっている。残る2種のうち、オオカミウオ Anarhichas orientalis のみが日本の近海にも生息する。
肉食性で、貝類・ウニ・頭足類を主に捕食する。卵は雄あるいは雌によって保護される。
カナダ周辺に生息するニシオオカミウオは、魚卵を産んだ後の雌は育児を雄に任せて巣から離れる。

## 形態

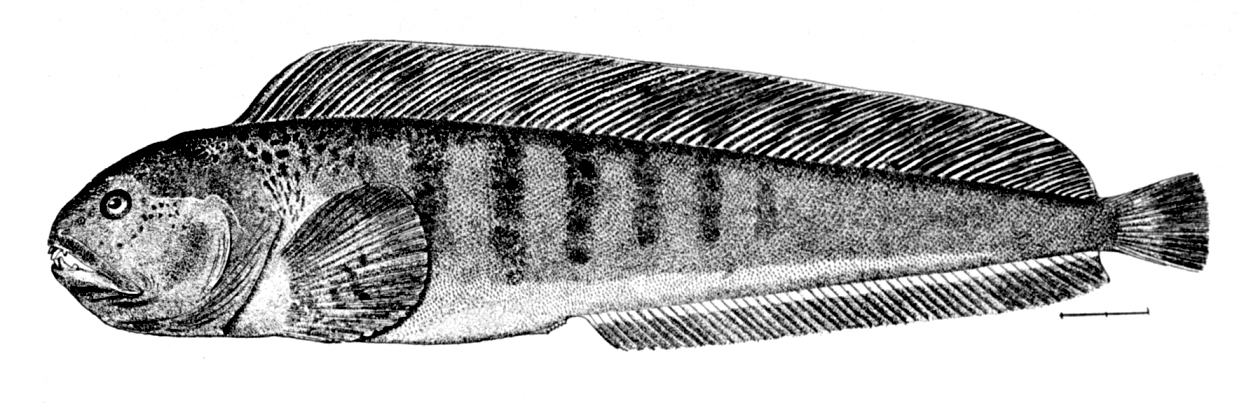
ニシオオカミウオ（Anarhichas lupus）。本科魚類は発達した頭部と、先細りの細長い尾部が特徴である

オオカミウオ科の仲間は左右にやや平たく側扁した、細長い体型をもつ。顎の前方には円錐状の鋭い犬歯を、後方には大きな臼歯を備え、貝類など硬い獲物を噛み砕くことが可能になっている。よく発達した頭部に比べ尾部は貧弱で、先細りの体をしていることが多い。
Anarrhichthys 属に含まれる唯一の種であるウルフイール（A. ocellatus）はウナギのように著しく細長く成長し、最大で2.5mに達するなど、オオカミウオ属との形態学的差異が大きい。
背鰭の基底は長く、柔軟な棘条のみで構成され、軟条を欠く。棘条はオオカミウオ属では69-88本、Anarrhichthys 属では218-250本。大きな胸鰭をもつ一方で腹鰭はなく、支持骨格のみが残存する。臀鰭は42-55本（オオカミウオ属）あるいは180-233本（Anarrhichthys 属）の軟条からなり、後者では1本の棘条をもつ場合がある。尾鰭は小さく、オオカミウオ属では背鰭・臀鰭と連続しない。椎骨は通常72-89個で、Anarrhichthys 属のみ250個を超える。
鱗はないか、ごく微小な円鱗をもつのみ。側線の発達は悪く、浮き袋はもたない。両側の鰓膜は峡部で互いに接触する。

## 分類
オオカミウオ科には2属5種が記載される。
- オオカミウオ属 Anarhichas

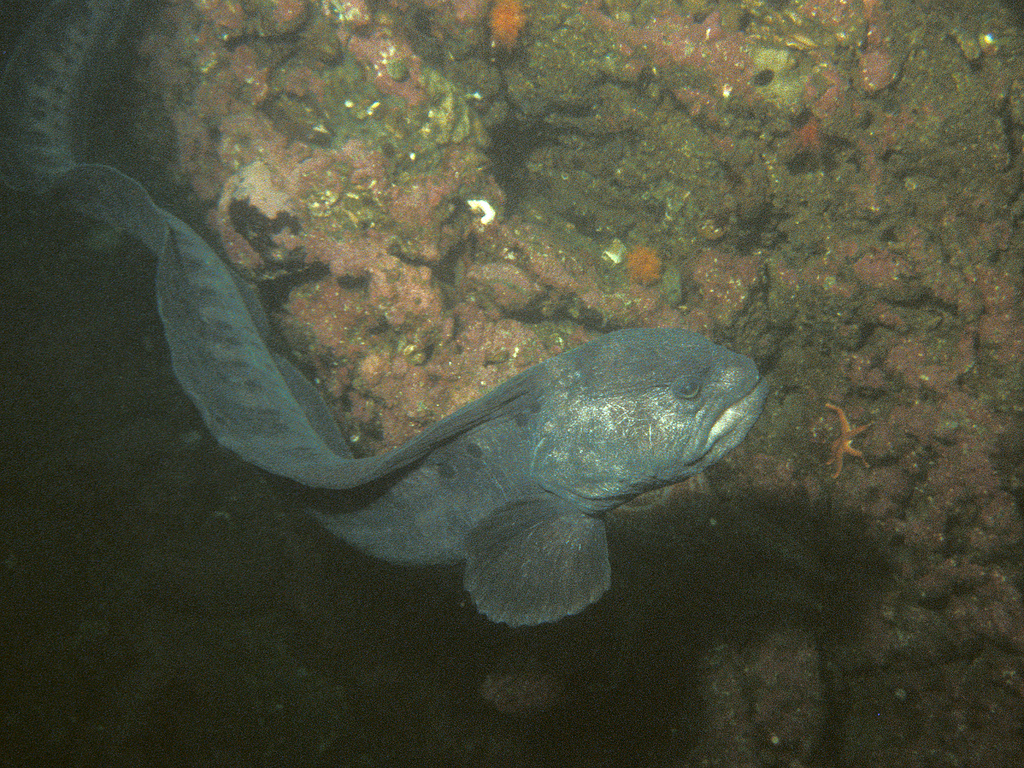
ウルフイール（Anarrhichthys ocellatus）。非常に細長い体型が特徴の種で、アラスカからカリフォルニアにかけての沿岸に分布する

  - オオカミウオ Anarhichas orientalis
  - クロオオカミウオ Anarhichas denticulatus
  - ニシオオカミウオ Anarhichas lupus
  - ブチオオカミウオ Anarhichas minor
- Anarrhichthys 属
  - ウルフイール Anarrhichthys ocellatus